# На кордоні (фільм, 1938)
«На кордоні» — радянський чорно-білий художній фільм, поставлений на кіностудії «Ленфільм» в 1938 році режисером Олександром Івановим. Прем'єра фільму в СРСР відбулася 2 грудня 1938 року.

## Сюжет
За літературними матеріалами П. Павленка. Фільм оповідає про протистояння радянських патріотів на Далекому Сході білогвардійським шпигунам і порушникам кордону.

## У ролях
- Олена Тяпкіна —  Степанида Тарасівна Власова
- Зоя Федорова —  Варвара Корніївна Власова, дочка Степаниди
- Микола Крючков —  Іван Миколайович Тарасов, комендант
- Степан Крилов —  Антон Іванович Михалков, командир відділення / білогвардієць
- Микола Виноградов —  Єрофій Савельїч Власов, дівер Степаниди
- Ераст Гарін —  Волков, диверсант
- Юрій Лавров —  Нумата, капітан японської армії
- Мічурін Микола —  Никодим Панкратович Губін
- В'ячеслав Волков —  Трифонов-син
- Ірина Зарубіна —  Катька
- Микола Кузьмін —  гість на весіллі
- Файвіш Аронес —  епізод
- Євген Немченко —  Усвах

## Знімальна група
- Сценарій і постановка — Олександр Іванов
- Директор картини — Юхим Хаютін
- Головний оператор — Володимир Рапопорт
- Оператори — Михайло Ротінов, А. Тихонов
- Композитор — Венедикт Пушков
- Текст пісні — Володимир Волженін
- Художник — Павло Зальцман
- 2-й художник — Л. Гельфанд
- Звукооператор — А. Гаврюшов
- Асистенти режисера — Володимир Файнберг, В. Шелепень, М. Петров
- Асистенти оператора — Олексій Сисоєв, А. Шехоботкін
- Адміністратори — А. Дімантов, А. Лапін
- Грим — Василь Горюнов